# إنغريد بونس
إنغريد بونس (بالإسبانية: Íngrid Pons) (27 فبراير 1975 بمونغات في إسبانيا - ) هي لاعبة كرة سلة إسبانية في مركز الوسط، شاركت في الألعاب الأولمبية الصيفية 2004.

## وصلات خارجية
- إنغريد بونس على موقع الاتحاد الدولي لكرة السلة (الإنجليزية)
- إنغريد بونس على موقع كرة السلة الأوروبية.كوم (الإنجليزية)
- إنغريد بونس على موقع بروبوليرز (الإنجليزية)
- إنغريد بونس على موقع سبورتس رفرنس (الإنجليزية)
- إنغريد بونس على موقع اللجنة الأولمبية الدولية (الإنجليزية)
- إنغريد بونس على موقع أوليمبيديا (الإنجليزية)